# Žlahtni plin
Žlahtni plini (tudi neonova skupina) so elementi 18. skupine periodnega sistema. Ker v svojih zunanjih elektronskih ovojnicah oziroma lupinah vsebujejo maksimalno število valenčnih ali zunanjih elektronov, s tem pa imajo tudi ugodno in stabilno elektronsko konfiguracijo, so kemijsko zelo stabilni. Prav zaradi te stabilnosti žlahtni plini redko reagirajo z drugimi elementi. Pri normalnih pogojih so brez vonja in brez barve, ter so enoatomni (njihovi atomi niso povezani v molekule). Ker imajo vsi žlahtni plini temperaturi tališča in vrelišča zelo blizu skupaj, je razpon v temperaturi, pri kateri je določen žlahtni plin tekočina, zelo majhen. Žlahtni plini so pomembni zaradi mnogih načinov uporabe pri varjenju, za razsvetljavo ter tudi v vesoljski tehnologiji.
Sedem žlahtnih plinov, kot si sledijo v periodnem sistemu po 8. skupini navzdol, je: helij (He), neon (Ne), argon (Ar), kripton (Kr), ksenon (Xe), radon (Rn) ter oganeson (Og).

## Izvor imena
"Žlahtni plin" je prevod nemške besede 'Edelgas', ki je blia v uporabi že od leta 1898. Ime so dobili po izjemno nizki reaktivnosti pri normalnih pogojih. Zanje se je uporabljalo tudi ime inertni plini, kar pa ni čisto natančno poimenovanje, saj bi to pomenilo, da ti elementi sploh ne nastopajo v kemijskih reakcijah, kar pa ne drži. Še eno staro poimenovanje zanje so redki plini, čeprav argon predstavlja nezanemarljiv delež ozračja (masni delež argona v atmosferi je 1,29 %, volumski delež pa 0,93 %).

## Zgodovina
Obstoj žlahtnih plinov ni bil znan vse do nastanka periodnega sistema. Ob koncu 19. stoletja je Lord Rayleigh odkril, da imajo nekateri vzorci dušika iz zraka drugačno gostoto kot vzorci, nastali pri kemijskih reakcijah. Skupaj z znanstvenikom Williamom Ramsayem sta izoblikovala teorijo, da je dušik iz zraka povezan s še enim plinom, argonom. To ju je vodilo do spoznanja, da v periodnem sistemu manjka celotna skupina elementov. Sčasoma so bili v zraku odkriti tudi vsi ostali žlahtni plini razen helija, med njimi pa ima daleč največji delež argon. Helij so zaznali šele spektrografsko leta 1868 ob preučevanju Sonca, na Zemlji pa so ga izolirali šele leta 1895. Pri standardnih pogojih so vsi žlahtni plini enoatomni oziroma monoatomni plini.

## Kemična sestava
Žlahtni plini imajo polne zunanje elektronske ovojnice. Valenčni elektroni so zunanji elektroni atoma in so običajno edini, ki sodelujejo pri nastanku vezi med atomi. Po atomski teoriji, ki sloni na kvantni mehaniki in rezultatih poizkusov, so atomi s polnimi zunanjimi elektronskimi ovojnicami izredno stabilni, zato kemijskih vezi ne tvorijo. 
Vsi žlahtni plini so izjemno nereaktivni, zato je tudi malo znanih spojin, v katerih nastopajo. Zaenkrat še ni bila sintetizirana nobena helijeva ali neonova spojina, medtem ko ksenon in kripton v laboratoriju kažeta določeno stopnjo reaktivnosti. V novejšem času je bilo uspešno opisanih tudi nekaj argonovih spojin. Nereaktivnost teh plinov lahko razložimo s tem, da imajo polno zunanjo elektronsko ovojnico, zato zelo neradi oddajajo ali sprejemajo elektrone. Žlahtni plini imajo visoke ionizacijske energije ter zanemarljivo majhno elektronegativnost. Ti plini imajo tudi zelo šibke privlačne sile med posameznimi atomi, kar ima za posledico zelo nizke temperature tališča in vrelišča, zato so vsi pri žlahtni plini pri normalnih pogojih v plinastem stanju, kljub temu, da imajo nekateri veliko večjo atomsko maso kot mnogo trdnih elementov. 

## Uporaba
Najbolj pogosta uporaba žlahtnih plinov v vsakodnevnem življenju je razsvetljava. Argon je pogosto uporabljen kot primeren element za ustvarjenje varne in inertne atmosfere v žarnicah, hkrati pa ga uporabljajo(namesto dušika) tudi za ustvarjenje inertne atmosfere pri sintezi spojin, ki reagirajo z zrakom ali vlago. Nekateri izmed žlahtnih plinov žarijo v različnih barvah, če so pod vplivom električnega toka ter zaprti v cevi, kar poznamo kot neonske luči. Helij je zaradi svoje nereaktivnosti (v primerjavi z vnetljivim vodikom) ter majhne gostote pogosto uporabljen v balonih in zrakoplovih. Helij in argon sta pogosto uporabljena pri varjenju, kjer se uporabljata kot zaščita kovine pred zrakom med varjenjem. Kripton se uporablja v laserjih, ki jih uporabljajo zdravniki pri očesnih operacijah, ksenon pa v ksenonskih lučeh. Ima tudi anestetične lastnosti. 

## Lastnosti
| Lastnost                  | Žlahtni plin | Žlahtni plin | Žlahtni plin | Žlahtni plin | Žlahtni plin | Žlahtni plin |
| ------------------------- | ------------ | ------------ | ------------ | ------------ | ------------ | ------------ |
| Vrstno število            | 2            | 10           | 18           | 36           | 54           | 86           |
| Element                   | Helij        | Neon         | Argon        | Kripton      | Ksenon       | Radon        |
| Gostota (g/dm³)           | 0.1786       | 0.9002       | 1.7818       | 3.708        | 5.851        | 9.97         |
| Atomski radij (nm)        | 0.050        | 0.070        | 0.094        | 0.109        | 0.130        | -            |
| Temperatura vrelišča (°C) | -268.83      | -245.92      | -185.81      | -151.7       | -106.6       | -62          |
| Temperatura tališča (°C)  | -272         | -248.52      | -189.6       | -157         | -111.5       | -71          |

## Elektronska konfiguracija z uporabo konfiguracije žlahtnih plinov
Žlahtni plini se uporabljajo tudi za predstavitev elektronske konfiguracije drugih elementov, s čimer lahko močno skrajšamo zapis. Ogljik, na primer, ima elektronsko konfiguracijo po ovojnicah 1s22s22p2, z uporabo konfiguracije žlahtnega plina pa jo lahko predstavimo kot [He] 2s22p2. Pri elementih z večjim številom orbital ali elektronskih ovojnic to pomeni veliko hitrejšo in bolj nazorno predstavitev, saj takoj vidimo število in razporeditev valenčnih oz. zunanjih elektronov, ostali pa so »skriti« v konfiguraciji žlahtnega plina.